# Flée, Côte-d'Or
 Flée  là một xã ở tỉnh Côte-d’Or trong vùng Bourgogne, phía đông nước Pháp. Xã Flée, Côte-d'Or nằm ở khu vực có độ cao trung bình 340 mét trên mực nước biển.